# Kristin Bengtsson
Pour les articles homonymes, voir Bengtsson.
Kristin Bengtsson (parfois surnommée Kicki Bengtsson, née le 12 janvier 1970 à Stockholm) est une joueuse et entraîneuse de football suédoise.

## Carrière
Elle compte 157 sélections en équipe de Suède avec laquelle elle a participé à trois Coupes du monde en 1995, 1999 et 2003, trois tournois olympiques en 1996, 2000 et 2004, et quatre championnats d'Europe en 1995, 1997, 2001 et 2005. Elle dispute trois finales, en 1995, 2001, 2003, chacune perdues.
En club, elle se fait connaître au Hammarby IF avant d'entamer, à partir de 1997, une carrière très mobile au cours de laquelle elle joue notamment au Japon (Suzuyo Shimizu), aux États-Unis (San Diego Spirit et Carolina Courage) et en Norvège. 
Elle remporte avec Djurgårdens IF Dam le championnat de Suède en 2004 ainsi que la coupe de Suède en 2004 et 2005.
À titre individuel, elle remporte le Diamantbollen, distinction récompensant la meilleure joueuse suédoise de l'année, en 1994 et 2004.
En 2013, elle entame une carrière d'entraîneuse à Hammarby IF.